# Национално училище по изкуствата „Проф. Веселин Стоянов“
Националното училище по изкуствата „Проф. Веселин Стоянов“ е държавно средно училище към Министерството на културата, наименувано на композитора Веселин Стоянов.

## История
Училището е създадено като средно музикално училище през 1959 г. Намирало се е в сградата, наричана Стара музикална гимназия. От 18 септември 1969 г. носи името на българския композитор, изпълнител и музикален педагог проф. Веселин Стоянов. На 7 декември 1986 г. сградата понася щети от земетресението в Стражица, и макар сградата да е ремонтирана, училището е преместено в сградата на Партийния дом в Русе.
В училището са разкрити специалности „Класически танц“ (1990), „Изящни изкуства“ (1992), „Български танци“ (2002), както и „Рекламна графика“, „Народно пеене“ и „Народни инструменти“ от 2005 г. В резултат на многопосочната си образователна политика е преобразувано в средно училище по изкуствата през 1996 г., а получава статут на национално училище по изкуствата през 2004 г.

## Специалности
Специалностите в НУИ „Проф. Веселин Стоянов“ са:
- Класически музикални инструменти: пиано, цигулка, виола, вилончело, контрабас, флейта, обой, кларинет, фагот, тромпет, тромбон, туба, валдхорна, ударни инструменти, акордеон, класическа китара;
- Народни музикални инструменти;
- Класическо пеене;
- Поп и джаз пеене;
- Народно пеене;
- Изящни изкуства: скулптура, живопис, графика;
- Рекламна графика;
- Класически танц: балет;
- Български народни танци;
- Актьорско майсторство за драматичен театър.

## Събития
Училището организира концерти и юбилейни събития, участва ежегодно в Международния конкурс „Франц Шуберт“, „Културните центрове на Европа“ и други.

## Галерия
- Файл:Физкултурен_салон.png
- Файл:Концертна_зала.png
- Файл:Балетна_зала.png
- Файл:Зала_„Русе“.png